# ジョン・スミス (哲学)
ジョン・スミス（英語: John Smith, 1616年 - 1652年8月7日）はイギリスの哲学者、神学者、説教者。ケンブリッジ・プラトン学派の一人。ノーサンプトン州の農村の出身。幼少期に関する資料はないが、青年期にケンブリッジ・プラトン学派の牙城ケンブリッジ大学エマヌエル学寮に入り、ベンジャミン・ウィチカットの弟子となった。　44年に修士号取得。エマヌエル学寮のヘブライ語、ギリシア語のフェローに任命。その後、司祭も兼ねるようになったが、肺病により36歳で死去。善良かつ博識で、勤勉な人柄で多くの人に慕われていたという。
彼の思想は、今日友人のジョン・ワージントンにより編纂された、『説教選集』である。スミスは、従前の神学を批判し、理論よりも実践を重視した神学の必要性と、真の信仰によってのみ得られる善良な生活、激しい狂気に満ちた信仰ではなく、平静で理性的な態度での神学を説いている。スミスは、これらを聖書のみならずプロティノスとプラトンの著作からも多様に引用して、説教を行っていた。

## 著作
死後、友人の手により「説教選集」として編纂されたもの。全10巻。
- 「神に関する知識にいたるための真の方法」
- 「迷信について」
- 「無神論について」
- 「霊魂の不滅」
- 「神の存在と本性」
- 「預言」
- 「律法の義と福音の義」
- 「パリサイ的義の弱点と虚栄」
- 「真の宗教の卓越と高貴さ」
- 「あるキリスト教者の闘争と勝利」